# Aleksander Sjljapnikov
Aleksander Gavrilovitj Sjljapnikov (ryska: Александр Гаврилович Шляпников), född 30 augusti 1885 i Murom, död 2 september 1937 i Moskva, var en rysk kommunistisk revolutionär politiker under första världskriget, tidvis bosatt och verksam i Sverige. Han var Lenins förtroendeman i Skandinavien och byggde upp partiets transportsystem i Norden. Sjljapnikov var medlem av ledartrojkan i partiets Ryska byrå vid marsrevolutionen 1917.  

## Biografi
Aleksander Sjljapnikov växte upp under otrolig fattigdom och blev faderlös vid tre års ålder. Modern fick arbeta med de mest föraktade sysselsättningarna. Han fick tre års skolgång. Då morföräldrarna tillhörde de gammaltroende upplevde han religiös förföljelse under hela sin barndom.  
År 1901 blev han medlem i ryska socialdemokratiska partiet (RSDAP). Vid partisplittringen 1903 anslöt han sig till bolsjevikerna. Före och under 1905 års revolutionshändelser arbetade han som agitator och partiorganisatör i Petersburg. Han arresterades och fängslades med hård regim. År 1908 valdes han in i partikommittén men blev tvungen att fly utomlands.  
Metallarbetare till yrket jobbade han på fabriker i Frankrike, Tyskland och England. Han lärde sig tala franska och lite engelska och tyska. Vid krigsutbrottet återvände han med fransk pass och under falskt namn till St:Petersburg.
Efter krigsutbrottet begav han sig i september 1914 till Stockholm och månaden därpå började han motta instruktioner från Lenin; att via Stockholm för det första transportera brev, för det andra folk och för det tredje litteratur till Ryssland. Han hade kontakt med Hjalmar Branting, Fredrik Ström och Zeth Höglund.  Han överlade med Branting om möjligheten att flytta det bolsjevikiska högkvarteret - Lenin och Zinovjev - med fruar från Schweiz till Sverige. Alexandra Kollontaj var tidvis hans hustru eller älskarinna. 1915 återvände han till St:Petersburg som auktoriserad representant för Lenin och centralkommittén i Schweiz för att bilda en kommitté för ledning av partiarbetet samt iordningställa förbindelser till och från Ryssland.   
Efter oktoberrevolutionen var han arbetskommissarie i Lenins första regering. Under första världskriget, när bland andra Lenin befann sig i exil, ledde han bolsjevikerna i Ryssland (Petrograd). Han anklagade dock partiet för svek mot demokratin och för moralisk urartning samt anslöt sig tillsammans med Aleksandra Kollontaj, med vilken han hade en kärleksrelation, till den så kallade arbetaroppositionen i Sovjetunionen. I realiteten ledde han arbetaroppositionen. Sjljapnikov var under en kort tid handelsresande i Frankrike, då välkända personer i opposition förvisats utomlands. 
Sjljapnikov uteslöts ur partiet 1933, arresterades 1935 och avrättades 1937 på order av Stalin efter Moskvarättegångarna. Hans änka fick tillbringa 18 år i läger.  Sjljapnikov rehabiliterades senare av Chrustjov. 
Fredrik Ström kallade honom ”en fyndig, förslagen och skicklig revolutionär, jagad av tsarens spioner men slugt klarade sig undan dem”. Han är ärlig nog att understryka vad Stalintiden trollade bort: folkfienden Sjlapnikov stod i spetsen för bolsjevikerna i Petrograd vid februarirevolutionen.